# ميرل كولينز
ميرل كولينز (بالإنجليزية: Merle Collins)‏‏ (29 سبتمبر 1950 في أروبا - ) شاعرة، ومؤدية، وروائية، وكاتِبة من غرينادا.

## الجوائز
- زمالة غوغنهايم[9]